# Dave Mitchell
David Stuart Mitchell, né le 13 juin 1962 à Glasgow en Écosse, est un footballeur international australien. Il jouait au poste d'attaquant, reconverti entraîneur.

## Biographie

### Carrière internationale
Dave Mitchell est sélectionné en sélection australienne pour la Coupe du monde des moins de 20 ans 1981 qui se déroule en Australie, où il joue tous les matchs en tant que titulaire.
Il honore sa première sélection en A le 10 juin 1981 lors d'un match des éliminatoires de la Coupe du monde 1982 contre la Taïwan (victoire 3-2). Le 14 août 1981, il marque son seul hat-trick en sélection face aux Fidji (victoire 10-0).
Il est retenu par Frank Arok pour disputer les Jeux olympiques d'été de 1988 qui se déroule à Séoul en Corée du Sud. Lors du tournoi olympique, il joue tous les matchs en tant que titulaire et atteint le stade des quarts de finale.
Il compte 27 sélections pour 11 buts en équipe d'Australie entre 1981 et 1993.

## Palmarès

### En club
- Avec le Glasgow Rangers :
  - Vainqueur de la Coupe de la Ligue écossaise en 1985
- Avec le Chelsea FC :
  - Champion d'Angleterre de D2 en 1989
- Avec le Selangor FA :
  - Vainqueur de la Coupe de Malaisie en 1995 et 1996

### Distinctions personnelles
- Meilleur entraîneur du Championnat d'Australie en 1999